# Puig Rabat
El Puig Rabat és una muntanya de 416 metres que es troba al municipi d'Òdena, a la comarca de l'Anoia. Dona nom a una urbanització adjacent al poble.